# Talme Jechi’el
Talme Jechi’el (hebr.: תלמי יחיאל) – moszaw położony w samorządzie regionu Be’er Towijja, w Dystrykcie Południowym, w Izraelu.
Leży w południowej części Szefeli, w odległości 2 km na zachód od miasta Kirjat Malachi, w otoczeniu moszawów Chacaw, Bene Re’em, Kefar ha-Rif, Jinnon i Kefar Achim, oraz wioska Achawa. Na północny zachód od moszawu znajduje się Baza lotnicza Chacor, należąca do Sił Powietrznych Izraela.

## Historia
Moszaw został założony w 1949 przez żydowskich imigrantów z Bułgarii i Rumunii. Nazwany na cześć Jechiela Czełnowa (1863-1918), działacza syjonistycznego z Rosji.

## Gospodarka
Gospodarka moszawu opiera się na intensywnym rolnictwie, uprawach w szklarniach i sadownictwie.

## Komunikacja
Z moszawu wychodzi lokalna droga, która prowadzi na południe do skrzyżowania z drogami ekspresowymi nr 3  (Aszkelon-Modi’in-Makkabbim-Re’ut) i nr 40  (Kefar Sawa-Ketura).  Lokalna droga prowadzi na południowy zachód do moszawu Kefar Achim.